# October Sky
October Sky is een dramafilm geregisseerd door Joe Johnston, met in de hoofdrollen Jake Gyllenhaal, Chris Cooper en Laura Dern. De film is gebaseerd op het waargebeurde verhaal van Homer Hickam, de zoon van een mijnwerker die geïnspireerd en gefascineerd was door de lancering van de Spoetnik 1. Tegen de wil van zijn vader in, die hem graag in de mijnen zou willen zien werken, zet Homer alles op alles om met raketten te kunnen bezig zijn en zo uiteindelijk tewerkgesteld te worden door de NASA. Het merendeel van de film werd opgenomen in Roane County, Tennessee. Sommige stukjes werden gefilmd in Oliver Springs, Harriman en Kingston, Tennessee.

## Titel
October Sky is een anagram van Rocket Boys, de titel van het boek waar de film op gebaseerd is. In de film vliegt de Spoetnik voor het eerst over in de maand oktober. Een andere reden dat de titel geen Rocket Boys mocht zijn, was dat het te weinig publiek zou aangetrokken hebben. Het boek werd na de film ook opnieuw uitgebracht onder de naam October Sky om te profiteren van het succes van de film.

## Verhaal
Het verhaal speelt zich af in Coalwood, een dorp in West Virginia in het jaar 1957. De kolenmijn is de grootste werkgever van het dorp, haast elke man in het dorpje werkt in de mijnen. John Hickam (Chris Cooper), opzichter in de mijn, houdt van zijn baan en het is dan ook zijn grote droom dat zijn twee kinderen Jim (Scott Miles) en Homer (Jake Gyllenhaal) ook op een dag in de mijnen komen werken en zijn functie overnemen. Wanneer Jim erin slaagt een beurs te krijgen om American Football te spelen richt vader John Hickam zich volledig op zijn andere zoon Homer om zijn vaders droom in vervulling te doen gaan. Al hoopt zijn moeder Elsie (Natalie Canerday) op meer.
Op een avond in oktober verzamelen de mensen uit het dorpje Coalwood zich bij elkaar. Op dat moment zien ze de satelliet van de Sovjet-Unie, de Spoetnik overvliegen. Vervuld met fascinatie, hoop en passie begint hij te dromen over het zelf bouwen van raketten en zelf de ruimte in te gaan. Wanneer Homer zijn gezin inlicht over zijn grote droom verklaren ze hem gek en hopen ze dat het maar iets van voorbijgaande aard is. Hierna licht hij ook zijn goede vrienden in, O'Dell (Chad Lindberg) en Roy Lee (William Lee Scott). Ook zij geloven er niet erg in, maar zijn vast bereid hun vriend wel te steunen als het eropaan komt. Homer besluit ook de absolute nerd van de school erbij te betrekken die een ongelofelijk wiskundig genie is en bovendien geïnteresseerd is in raketten en hun technologie, ook al weet Homer dat hij hierdoor zijn sociaal leven gedag mag zeggen. Mevrouw Riley (Laura Dern) komt bovendien op de proppen met het idee dat er een heuse wetenschapswedstrijd plaatsvindt en dat er op deze wedstrijden steeds studiebeurzen worden uitgedeeld. De vier hebben helemaal geen zin om in de mijn te gaan werken en het idee dat ze aan zo'n studiebeurs kunnen komen laat de passie alleen nog meer in hen oplaaien. Met zijn vieren en Mevrouw Rileys steun trachten ze zelf enkele raketten te lanceren. De eerste raketten mislukken maar nadat ze beginnen experimenteren met andere materialen en andere brandstoffen slagen ze er uiteindelijk toch in enkele raketten hoog de lucht in te krijgen. Wanneer er enkele gelukt zijn, krijgen ze problemen met de autoriteiten en worden ze beschuldigd van een bosbrand te hebben veroorzaakt. Het weinige vertrouwen van Homers vader in zijn grote droom en passie, en de problemen met de autoriteiten zijn een zware klop voor Homer en zijn vrienden om te verwerken.
In een mijnramp is Ike Bykofsky gestorven en John Hickam is zwaargewond. Homer moet stoppen met zijn middelbare school en gaat in de mijnen werken terwijl zijn vader herstelt.
Mevrouw Riley heeft Homer een boek gegeven over de wiskunde die komt kijken bij een raket. Het inspireert hem opnieuw en zijn passie laait terug op. Hij leert door deze wiskunde heel erg precies de trajecten die een raket aflegt. Op dat moment komt hij tot de conclusie dat zijn raketten de brand helemaal niet kunnen veroorzaakt hebben. Homer en Quentin gaan aan de hand van hun wiskundige berekeningen op zoek naar de verloren raket. Ze vinden hem in een stroompje water, vlak bij de plaats die zij berekend hadden (de raket was een paar meter afgeweken door de wind). De jongens gaan hiermee naar de politie en ontdekken daar een projectiel dat de brand wel veroorzaakt heeft, een lichtsignaal dat van een nabijgelegen vliegveld komt.
De jongens gaan verder met hun passie voor raketten. Ze doen mee aan de wetenschapswedstrijd en winnen deze. Door de overwinning mag Homer naar de nationale wetenschapswedstrijd in Indianapolis. Die nacht wordt Homers vader, John in zijn huis beschoten door een man in een zwarte wagen. Homer en zijn broer laten hun bezorgdheid blijken maar John negeert dit en vertelt dat Homer verder naar zijn koffer moet gaan zoeken. Het vuur tussen Homer en zijn vader laait op wanneer ze weer eens discussiëren. Homer roept naar zijn vader dat als hij de wedstrijd wint hij de mogelijkheid zal hebben om te gaan studeren en een beroep uit te oefenen dat hij echt wil doen. En dat het dorpje en de mijn aan het uitsterven zijn, wat iedereen wel weet, behalve John. John vertelt Homer dat als hij zo graag weg wil, dat hij dat dan maar moet doen. Homer gaat hier op in, en zweert dat hij nooit meer terug zal komen en zelfs niet zal omkijken. Wanneer hij vertrekt van het busstation, zwaait hij even naar zijn drie vrienden die thuis moeten blijven omdat de school niet genoeg geld heeft om hen ook te sturen.
Homer gaat naar Indianapolis. Daar heeft zijn standje, waar hij zijn raket voorstelt, heeft veel succes. Wanneer hij even weg is, steelt iemand zijn raket en de bijhorende materialen. Homer belt naar huis en vraagt om hulp. Zijn moeder slaagt erin om zijn vader te overtuigen om de staking in de koolmijn te doen overgaan. Zo kan Meneer Bolden een replica maken van de gestolen goederen. Homer wint de hoofdprijs en wordt overladen door mensen die hem een studiebeurs willen verlenen. In de mensenmassa die hem feliciteerde, stond ook zijn grote inspiratie Wernher von Braun, maar hij had zelfs niet door dat hij hem de hand aan het schudden was.
Homer gaat terug naar zijn thuishaven, Coalwood, en wordt ontvangen als een echte held. Hij bezoekt onmiddellijk Mevrouw Riley, die de Ziekte van Hodgkin heeft, in het ziekenhuis. Hij toont haar de medaille die hij won en ze beantwoordt hem met veel trots. In het laatste stukje van de film wordt hun grootste raket tot nog toe gelanceerd. Deze dragen ze op aan Mevrouw Riley. De vader van Homer heeft de eer hem te lanceren. De raket wordt uit vele perspectieven even gefilmd: van op de grond waar ze staan bij het lanceringsplatform, van aan de koolmijn en vanuit de ziekenhuiskamer van Mevrouw Riley.
De film eindigt met kleine stukjes van wat er met de verschillende personages gebeurd is, zoveel jaren later. Voor de vier "Rocket Boys" loopt het in elk geval goed af. Ze krijgen elk een goede baan, het hoofdpersonage Homer wordt zelfs een astronautentrainer voor de NASA.

## Rolverdeling
| Acteur            | Personage            |
| ----------------- | -------------------- |
| Jake Gyllenhaal   | Homer Hickam         |
| Chris Cooper      | John Hickam          |
| Laura Dern        | Mevrouw Frieda Riley |
| Chris Owen        | Quentin Wilson       |
| William Lee Scott | Roy Lee Cooke        |
| Chad Lindberg     | Sherman O'Dell       |
| Natalie Canerday  | Elsie Hickam         |
| Randy Stripling   | Leon Bolden          |
| Chris Ellis       | John Turner          |
| Elya Baskin       | Ike Bykovsky         |
| O. Winston Link   | Spoorweg medewerker  |
| Andy Stahl        | Jack Palmer          |

## Verschillen tussen de film en het boek
- In het boek krijgt Homer de gesigneerde kaart van Von Braun voor Kerstmis, in de film voor zijn verjaardag.
- In het boek is Homer 14 jaar, in de film 17.
- In het boek heeft Homer een bril met dikke glazen, in de film heeft hij er geen.
- Niet alle personages van het boek komen voor in de film.
- Jimmie O'Dell Caroll en Sherman Siers van het originele verhaal worden in 1 personage gegoten: Sherman O'Dell.
- In het boek heet Homers vader Homer Hickam Senior, in de film wordt dit John Hickam. In de film wordt niet gezegd dat Homers eigenlijke naam Homer Hickam Junior is.
- In het boek is zijn bijnaam 'zoontje' en dit wordt in de film niet gebruikt.
- Daisy Mae, de kat, wordt niet genoemd in de film.
- In de film stopt Homer met school om in de mijnen te gaan werken, in het boek stopt hij niet, maar werkt hij wel in de mijnen als vakantiewerk.
- In het boek heeft Jim blond haar, in de film heeft hij bruin haar.
- In de film krijgt Homer veel studiebeursaanbiedingen, in het boek krijgt hij er geen, maar daar betaalt zijn moeder de universiteit.
- In de film krijgt Homer Von Braun te zien, volgens het boek heeft hij hem nooit gezien.